# Novos Tempos (EP)
Novos Tempos é o primeiro EP da dupla Thaeme & Thiago, lançado no dia 27 de janeiro de 2014. Também é o primeiro lançamento da nova formação da banda. O trabalho marca a nova fase da dupla, agora com Thiago Bertoldo. O EP traz cinco faixas, a já conhecida "Cafajeste" e quatro inéditas: "Aeroporto", "Inseguros", "Isso Que É Amor" e "Cê Endoidou, Foi?". “Sabe quando você ouve todas as músicas que gravou e elas te deixam arrepiado? Nós não sabíamos o que fazer”, disse Thiago, que faz primeira voz em "Isso Que É Amor". O disco é dirigido e produzido por Fernando, da dupla Fernando & Sorocaba. “Temos certeza de que o público irá adorar esse novo trabalho, tudo foi feito com muito carinho”, conta Thaeme.

## Lista de faixas
| Novos Tempos - Versão padrão |                     |                                    |         |  |
| N.º                          | Título              | Compositor(es)                     | Duração |  |
| 1.                           | "Cê Endoidou, Foi?" | Renato Farhat Guilherme Henrique   | 2:30    |  |
| 2.                           | "Aeroporto"         | Sorocaba Pedro Vianna Thiago Servo | 3:33    |  |
| 3.                           | "Cafajeste"         | Tatielle                           | 2:49    |  |
| 4.                           | "Inseguros"         | Thaeme Mariôto Paula Mattos        | 3:18    |  |
| 5.                           | "Isso Que é Amor"   | Rominho                            | 2:51    |  |
| Duração total:               | Duração total:      | Duração total:                     | 15:01   |  |